# محمذفال بن متالي
محمذفال بن متالي (1205هـ- 1287هـ)، عالم مسلم موريتاني.

## حياته

### طفولته وتعليمه
ولد محمذفال بن متالي عام 1205 هجرية في بلدة بوك (كرمسين - ولاية الترارزة - جنوبي غرب موريتانيا) بباء مفتوحة وواو ساكنة شمال غرب مدينة روصو بنحو ثلاثين كيلومتر، وعندما بلغ سن التعليم أرسل إلى معلم الصبيان حسب العادة وحفظ القرآن.
وفي سن العاشرة ذهب برفقة أبناء عمومته إلى محظرة المؤيد بن مصيوب الكمليلي وبدأ دراسة كتاب الأجرومية. 

## حياته العلمية
تلقى علومه الأولى في محضرة المؤيد بن المصيوب، وقد أخذ الطريقة الشاذلية الصوفية عن عنان بن عفان التندغي، ويذكر أن تعليمه أحيط ببعض الكرامات 
والرؤى؛ إذ فتح الله عليه بعد تعثر في تعلم النحو، كما يذكر أنه كان على علم بالطب، وأنه تتلمذ عليه واحد من أشهر أطباء البلاد، الملقب بـ «أوفى»، واسمه المصطفى بن عبد الله.
أسس محضرته الخاصة، وعمل فيها لمدة سبعين عامًا، وتخرج عليه عدد كبير من العلماء والشعراء، كما مارس الطب، وكانت محضرته تعدّ من أشهر المحاضر في القرن الثالث عشر الهجري.
نشط في الدعوة للتعليم ونبذ الجهل وتعلم العربية وعلومها.

## طلّابه اللذين اشتهروا
- الطبيب أوفى بن أبي بكر بن ألفغ منصر الألفغي.
- المختار بن ألما اليدالي.
- محمد مولود بن أحمد فال اليعقوبي.
- أحمد بن أمغر التندغي.
- محمد بن حماد الكمليلي.
- حيمده بن انجبنان التندغي.
- أحمد بن أبوه اليعقوبي.
- اشدو بن المختار المالكي.
- عبد الله بن مختارنا الحاجي.
- بابه بن محمذن بن حمدي الحاجي.
- عثمان بن المختار بن الكوري الداماني.
- صلاحي بن الشيخ محمد المامي اليعقوبي.

## مؤلفاته
- صلاح الأولى والآخرة في تفسير القرآن.
- قرة عين النسوان.
- فتح الحق في الفقه.
- اختصار شرح المواق لمختصر خليل، حاذى فيه مختصر ابن عرفة في الفقه حصر فيه أقوال أهل المذهب.
- أجوبة وفتاوى فقهية مجموعة.
- تسديد النظر في شرح مختصر السنوسي.
- نظم في الأصول وشرحه.
- شافية الأبدان في الطب.
- النصيحة في التصوف.
- نظم أسماء الله الحسنى.
- نظم شهداء المعارك في زمنه صلى الله عليه وسلم.
- نظم الأخلاق (وهو نظم لأخلاق الني محمد).

## حياته الخاصة
أنجب الشيخ أربعة أبناء هم : أحمدو ومحمدو وعبد الرحمن وحبيب وأربع بنات: مريمامه وخدجة وأمنة ومعلومه، توفي في شهر ربيع الثاني 1287 للهجرة ودفن مع والده في مقبرة انوعمرت.
يذكر أن والدة الشيخ (جليت) تلتقي مع متالي عند جدهما أبج بن ييج فهي جليت بنت محمذن بن حبيب بن أحمد بن يحيى بن أبج فهما من فرع واحد من قبيلة إدكفوديه.